# Lepidostemon
Lepidostemon é um género botânico pertencente à família Brassicaceae..